# Malečnik
Malečnik este o localitate din comuna Maribor, Slovenia, cu o populație de 2.726 de locuitori.